# Domenico Gisberti
Domenico Gisberti (* 1635 in Murano; † 15. August 1677 ebenda) war ein venezianischer Priester, Poet und Schriftsteller.

## Leben
Gisberti war ein katholischer Geistlicher, dessen Stammkirche San Stefano in Murano war. 1671 wurde er zum zweiten Priester dieser Kirche gewählt.
Seinen Zeitgenossen war er, da er ein bekannter Verfasser von Werken der Dicht- und Redekunst war und es in seinen Schriften keinen Hinweis auf seinen geistlichen Stand gab, vorwiegend als Philologe bekannt. Er beherrschte neben seiner Muttersprache und Latein weitere sechs Sprachen, war in den Artes bewandert und übte sich in der Malerei, z. B. indem er Raffael und Rubens kopierte. 1660 gründete er in Murano eine Dichterakademie, die Accademia degli Angustiati („Akademie der Bekümmerten“). Deren Mitglieder betätigten sich zumeist als Dramatiker. Er selbst war auch Mitglied der Gelehrtenakademien in Wien, München, Rom, Parma und Padua.
1664 begleitete er Giorgio Cornaro, der als Botschafter der Republik Venedig an den Hof von Kaiser Leopold I. nach Wien berufen wurde. Nach dem Tod Cornaros 1666 kehrte er wieder nach Venedig zurück. Kurfürst Ferdinand Maria von Bayern lernte ihn 1667 auf seiner Italienreise kennen; da Gisberti der Ruf eines ausgezeichneten Dichters und Redners vorauseilte, lud er ihn an seinen Hof ein und Gisberti wurde in München Sekretär und Hofdichter des Kurfürsten. In München wurde er auch als Vater der Armen bekannt, er kasteite sich durch Fasten und andere Entbehrungen, sodass um seine Gesundheit gefürchtet wurde.
1675 kehrt Gisberti, ausgestattet mit einer hohen Abfindung, nach Murano zurück. 1675 und 1676 hält er sich in Rom auf. Papst Innozenz XI. hatte ihn gerne an seinem Hof gesehen, Gisberti kehrte aber wieder in seine Heimat zurück und ist dort auch 1677 verstorben. Er wurde in der Kirche San Stefano feierlich beigesetzt.

## Werke

### Librettist und Poet
Gisberti hat als Librettist Texte für die Opern von Johann Caspar von Kerll, Ercole Bernabei, Pietro Molinari, Giovanni Maria Pagliardi („Il Caligola delirante“, Venedig 1672) und Antonio Orefice verfasst. Er hat neun Gedichtbände geschrieben, jeder ist einer Muse gewidmet, z. B. „Clio. Poesie eroiche sante, e profane“. auch unter „Le Nove Muse“ erschienen. Von ihm stammen ebenfalls moraltheologische Schriften, Gelegenheitsdichtungen zu Turnieren und Feierlichkeiten, Huldigungsdichtungen und Bühnenstücke.

### Reiseautor und Chronist
Ein zeitgeschichtlich herausragendes Werk ist die von Gisberti 1670 angefertigte Reisebeschreibung des kurfürstlichen Paares Ferdinand Maria von Bayern und Henriette Adelaide von Savojen sowie ihrer Kinder, des achtjährigen Max Emanuel und der zehnjährigen Maria Anna von Bayern, in das Erzbistum Salzburg zu Maximilian Gandolph von Kuenburg. Das Werk ist als Briefroman (bestehend aus 27 Briefen) verfasst; fiktiver Adressat ist Carlo Emanuele II. Herzog von Savoyen, der Bruder von Kurfürstin Henriette Adelaide.

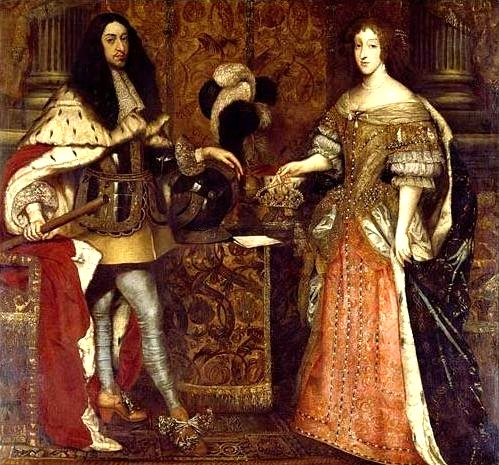
Kurfürst Ferdinand Maria (1636–1679) und seine Gemahlin Henriette Adelaide (1636–1676)

Die Reise beginnt am 18. August 1670 und endet mit Briefen vom 12. und 13. September, in denen aber nur allgemeine Informationen über die Geschichte Salzburgs und den Hof des Erzbischofs mitgeteilt werden.
Die Reisegesellschaft bestand aus etwa 500 Personen, darunter Personen von Adel, Edelknaben, Lakaien, Kammerfrauen, Trompeter, Leibärzte, Apotheker, Beichtväter, Köche, Teller- und Silberwäscher, Bratspießdreher, Geflügelputzer, Zuckerbäcker, Männer zum Errichten der Laubhütten und Küchenzelte, Barbiere, Friseure, Pferdeknechte und Einspänner. Die Reise wird mit Kutschen, zu Pferde und mit Troß- und Rüstwägen angetreten. Aufgeladen ist alles, was der Bequemlichkeit des Fürstenpaares dienen kann (Tische, Stühle, Wäsche, Musikinstrumente, Geschirr, Silberzeug, Gläser, Besteck und natürlich hinreichend Speisen). Man ersieht daraus auch die beträchtliche logistische Leistung, die zu bewältigen war (z. B. vorausreitende Quartiermacher, Laubhüttenbauer etc.).
Die Hinreise führte über Zorneding, Ebersberg, Wasserburg am Inn, den Chiemsee, Traunstein, Reichenhall und Walserberg nach Salzburg.
Die Reisebeschreibung ist voll mit detailreichen Landschafts- und Städtebeschreibungen, wobei der Autor einige ihm ins Auge fallende Besonderheiten hervorhebt, z. B. Einbäume am Chiemsee oder einen dort vorhandenen Nachbau des Schiffes Bucintoro. In Traunstein und Reichenhall sind es die Soleleitungen und die Solesiedereien, die sein Interesse gefunden haben. In Walserberg wird die kurfürstliche Reisegesellschaft vom Erzbischof begrüßt und unter Abfeuern von 400 Kanonenschüsse von der Festung Hohensalzburg in die Alte Residenz, wo die Fürstenfamilie Quartier nimmt, begleitet. Angesichts der Gebäude (Dom, Neue Residenz, Residenzbrunnen) prägt er als Erster den später oft zitierten Vergleich, dass Salzburg ein „kleines Rom“ sei. Die nächsten Tage vergehen mit einer Bärenhatz bei dem Schloss Mirabell und Besuchen in Hellbrunn, wobei ihn die Wasserspiele Hellbrunn und das dort gezeigte Gärmaul besonders beeindruckt haben. Weitere Aufenthaltsorte sind Hallein, Golling und Blühnbach, wobei zu Hirsch- und Gämsenjagden geladen wurde. Zurück in Salzburg findet zu Ehren des hohen Besuchs eine in lateinischer Sprache gehaltene Theateraufführung (Corona laboriosae Heroum virtuti imposita), ein Schifferstechen auf der Salzach und zum Abschluss ein Feuerwerk mit vielen schwimmenden Lichtern auf der Salzach statt.
Die Rückreise wird zu Schiff nach Burghausen und dann zu Pferd nach Altötting angetreten. Hier teilt sich die Reisegesellschaft, das Fürstenpaar reist mit einem Teil des Gefolges über Mühldorf am Inn, Schwindegg, Kopfsberg und Markt Schwaben nach München. Der übrige Teil reitet über Haag in Oberbayern und weitere Orte nach München. Der Autor vergisst nicht anzumerken, dass die „kurfürstlichen Hoheiten bei bester Gesundheit in München angekommen“ sind.

### Weitere Werke
Weitere seiner in Bayern verfassten Werke sind ein Bischofskatalog des Bistums Freising, eine Genealogie der bayerischen Herzoge und 1671 eine Chronologie der Äbte, Bischöfe und Erzbischöfe von Salzburg.

## Ehrungen
Nach Gisberti ist die Calle Domenico Gisberti in Murano benannt.

## Schriften
- Domenico Gisberti: Die Reise der durchlauchtigsten kurfürstlichen Familie von Bayern nach Salzburg in Tagesreisen unterteilt, und seiner königlichen Hoheit von Savoyen in Briefen zur Kenntnis gebracht. Johannes Jäcklin, München 1670.
- Domenico Gisberti: Erato: Poesie liriche. Giovanni Jecklino, Monaco 1670.
- Domenico Gisberti; Stamperia Camerale; Lupardi, Bartolomeo: Il Caligola dramma per musica, rappresentato in Roma nel nuouo teatro di Tor di Nona nel presente anno 1674. Stamparia della Reu, Rom 1674.